# Witzendorf (Saalfeld)
Witzendorf ist eine Ortslage im Ortsteil Saalfelder Höhe der Stadt Saalfeld/Saale im Landkreis Saalfeld-Rudolstadt in Thüringen.

## Geografie
Witzendorf liegt nordwestlich von Arnsgereuth in recht kupiertem Gelände der dortigen Hochfläche über 600 Meter ü. NHN. Bewaldet sind die Kuppen und steileren Hänge der Gemarkung. Über die Kreisstraße 177 ist der Weiler von der Bundesstraße 281 zu erreichen.

## Geschichte
Das kleine Dorf wurde am 14. Oktober 1278 erstmals unter Regesten Wangenheim II 15 urkundlich erwähnt.
Von 1991 bis 1996 gehörte Witzendorf der Verwaltungsgemeinschaft Saalfelder Höhe an. Mit Umwandlung dieser in die Einheitsgemeinde Saalfelder Höhe am 1. Januar 1997 wurde es ein Ortsteil dieser. Diese wurde am 6. Juli 2018 nach Saalfeld eingemeindet.